# Josep Ramon Mòdol i Pifarré
Josep Ramon Mòdol i Pifarré (Lleida, 21 de setembre de 1957 - 10 de juliol de 2020) fou un sociòleg i polític català, diputat i senador a les Corts Espanyoles.

## Trajectòria
Llicenciat en Ciències Polítiques i Sociologia per la Universitat Complutense de Madrid, va ser professor d'Estructura Social a l'Escola Universitària de Treball Social de Lleida (1983-1987) i professor de Sociologia al Seminari d'Estudis Socials de Lleida. Col·laborà a Segre Ràdio i diari Segre durant més de vint anys.
Va ser vice-primer secretari de la Federació de Lleida del Partit dels Socialistes de Catalunya (PSC) i cap del Gabinet de Presidència de la Diputació de Lleida (1983-1987), membre del Consell Nacional del PSC i del Comitè Federal del Partit Socialista Obrer Espanyol. Fou elegit diputat per la circumscripció de Lleida a les eleccions generals espanyoles de 1989. Fou vocal de la Comissió Mixta per a l'Estudi del Problema de la Droga. A les eleccions generals espanyoles de 1996 fou escollit senador per la mateixa circumscripció. De 1996 a 2000 fou secretari segon de la Comissió Constitucional del Senat i portaveu de la Comissió especial sobre Xarxes Informàtiques i internet. El 2006 fou nomenat president del Consell Assessor de Radiotelevisión Española a Catalunya.
A les eleccions municipals de 2015 anà en el tercer lloc de la llista per a la Paeria de Lleida d'Iniciativa per Catalunya Verds - Esquerra Unida i Alternativa. En les eleccions municipals de 2019 formà part de la llista d'Esquerra Republicana de Catalunya en representació del Moviment d'Esquerres.